# Eugnosta hydrargyrana
Eugnosta hydrargyrana es una especie de polilla de la tribu Cochylini, familia Tortricidae.
Fue descrita científicamente por Eversmann en 1842.
Su envergadura es de 27-29 mm.

## Distribución
Se encuentra en Mongolia, China (Beijing, Heilongjiang, Shaanxi, Sahndong), Rusia (Urales, Sarepta), Kazajistán, Uzbekistán y Afganistán (Pamir occidental).

## Subespecies
- Eugnosta hydrargyrana hydrargyrana
- Eugnosta hydrargyrana mongolica Razowski, 1970 (Mongolia, China: Beijing, Heilongjiang, Shaanxi, Shandong)